# Haliclystus stejnegeri
Haliclystus stejnegeri är en nässeldjursart som beskrevs av Kamakiche Kishinouye 1899. Haliclystus stejnegeri ingår i släktet Haliclystus och familjen Lucernariidae. Inga underarter finns listade i Catalogue of Life.

## Bildgalleri

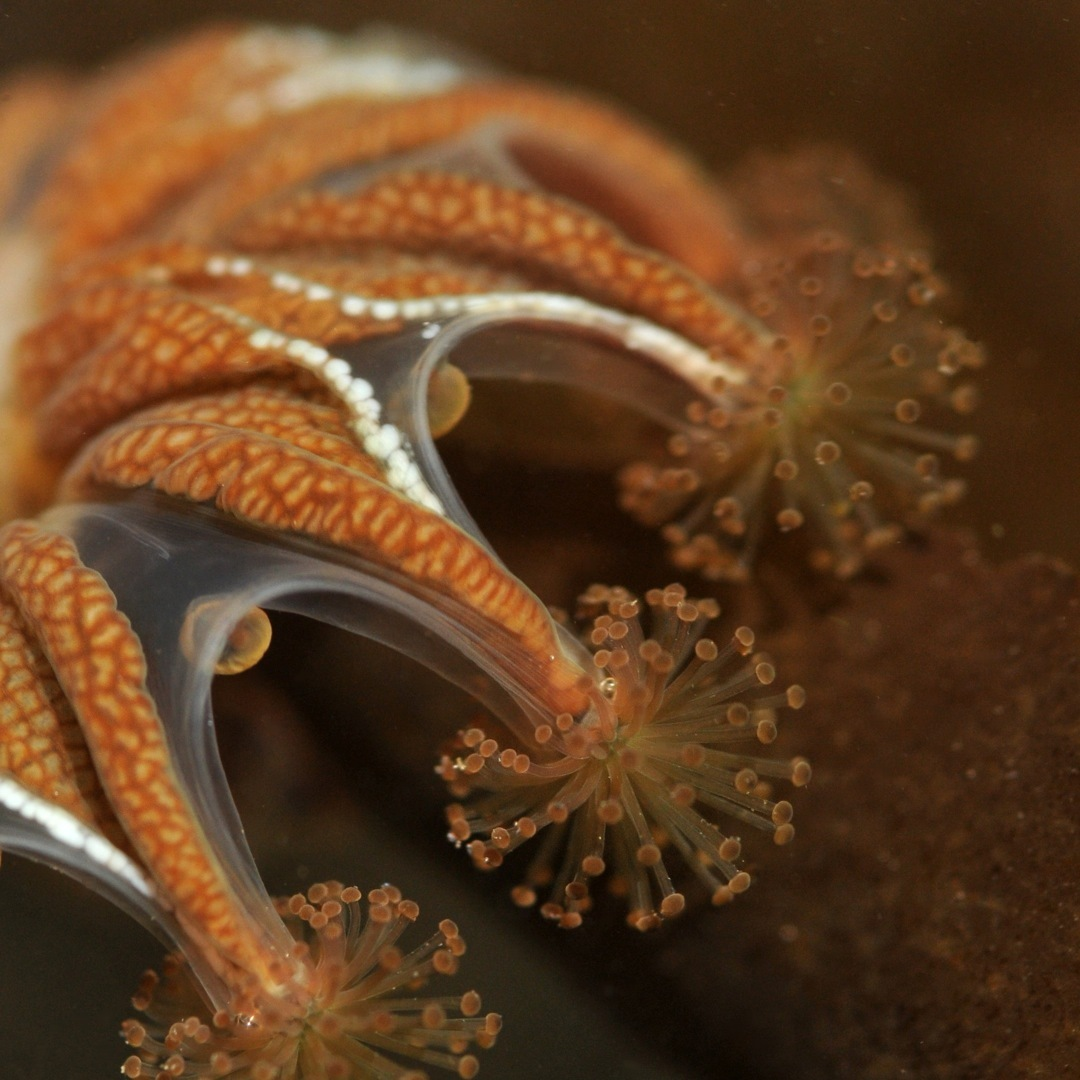
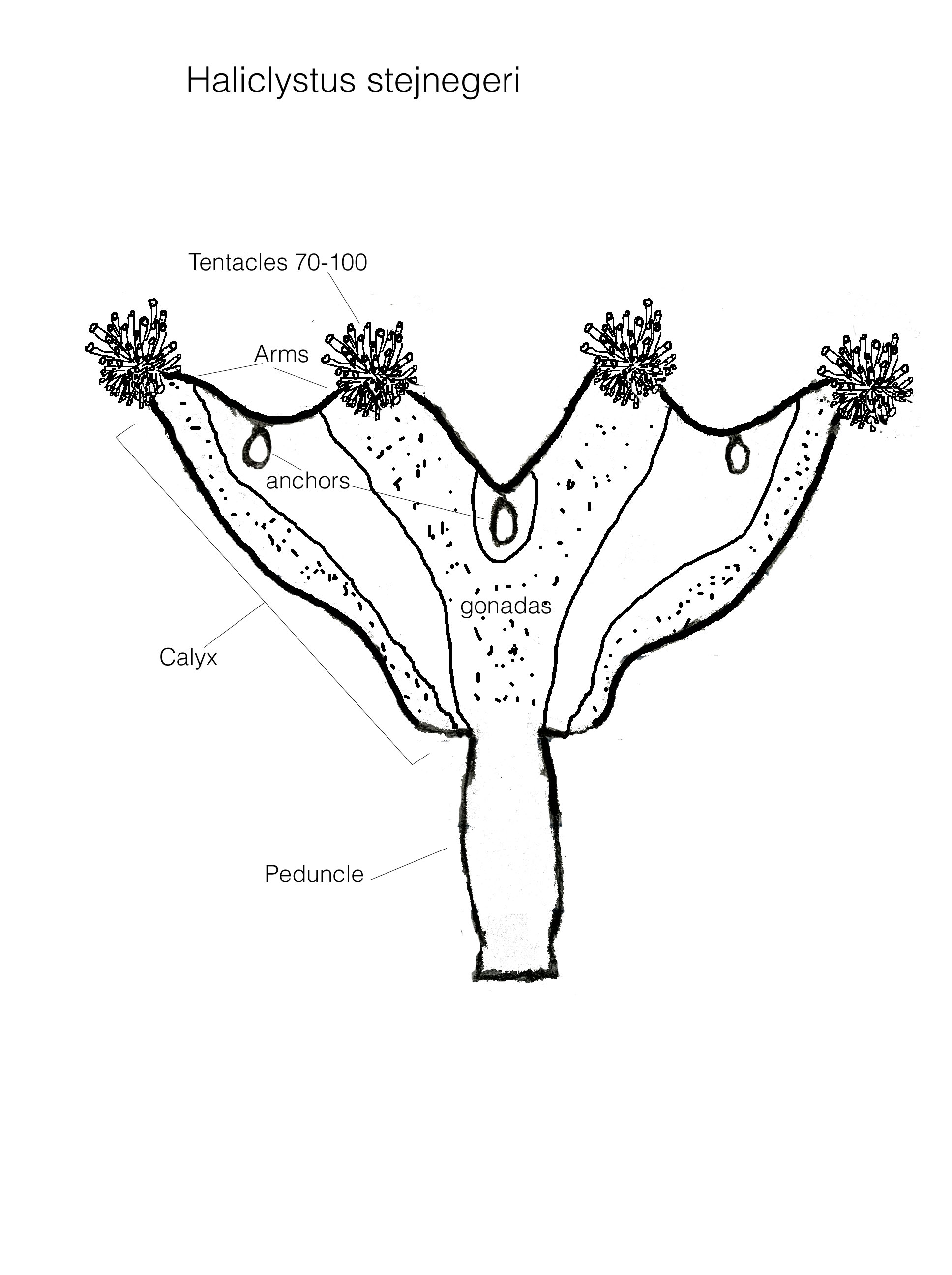